# Baibarana rufofasciata
Baibarana rufofasciata is een halfvleugelig insect uit de familie schuimcicaden (Cercopidae). De wetenschappelijke naam van deze soort is voor het eerst geldig gepubliceerd in 2006 door Liang, Jiang & Webb.